# Martha Griffiths
Pour les articles homonymes, voir Griffith.
Martha Wright Griffiths, née le 29 janvier 1912 à Pierce City (Missouri) et morte le 22 avril 2003 à Armada (Michigan), est une femme politique américaine membre du Parti démocrate. Elle est représentante du Michigan entre 1955 et 1974 puis lieutenant-gouverneur de l'État (en) entre 1983 et 1991.
Avocate et juge de profession, elle est pionnière en matière d'accession des femmes à des fonctions publiques. Première femme démocrate du Michigan élue au Congrès des États-Unis, elle est aussi la première femme à siéger au comité de la Chambre des représentants sur les voies et moyens. Elle s'est investie sur le sujet de l'interdiction de la discrimination sexuelle en vertu du titre VII de la loi sur les droits civils de 1964. En 1982, elle est enfin la première femme élue lieutenant-gouverneur du Michigan, Matilda Dodge Wilson ayant certes déjà occupé cette fonction à partir de 1940, mais ayant été nommée.

## Biographie

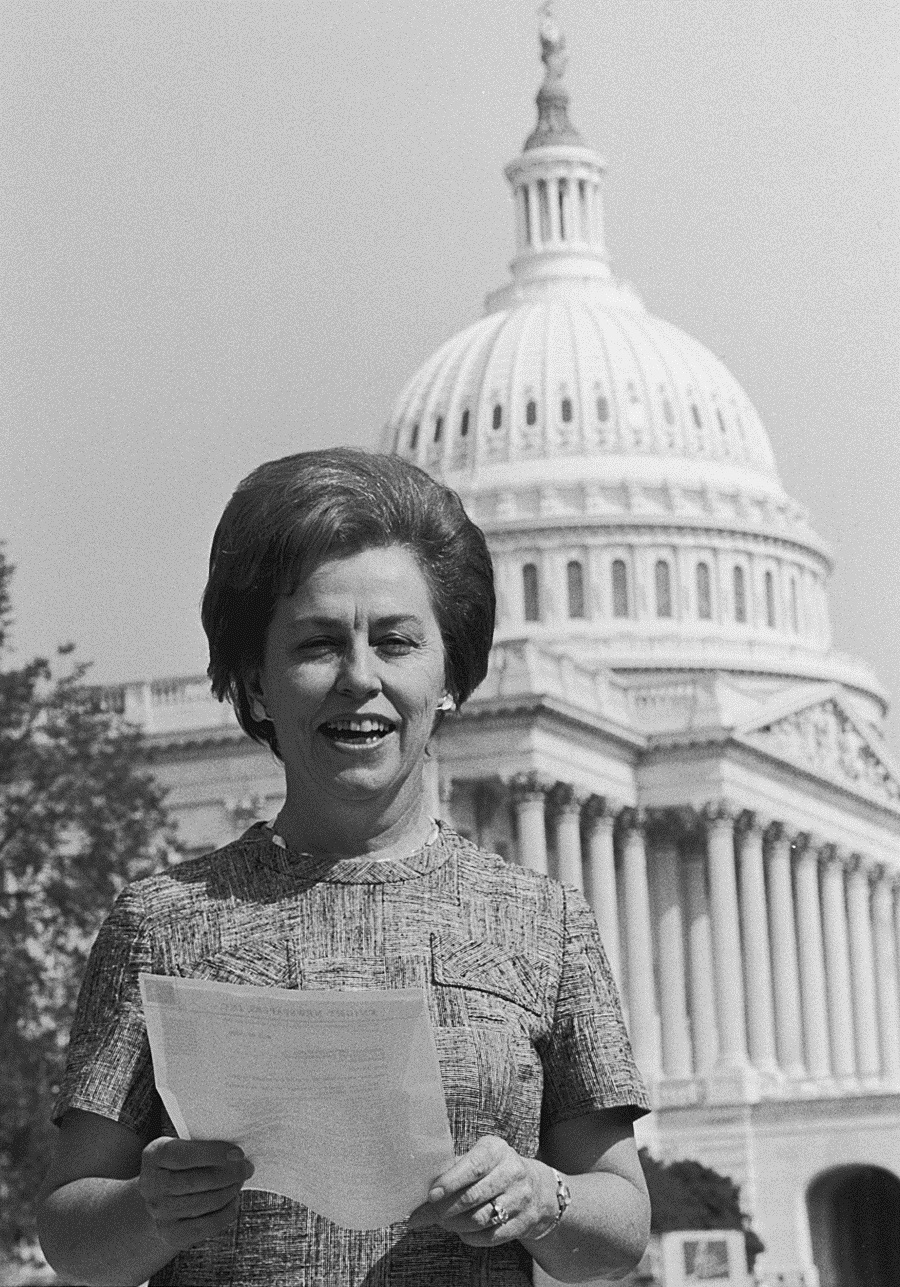
Martha Griffiths en 1970.

### Origines et études
Martha Edna Wright effectue sa scolarité dans des établissements publics et obtient un B.A. à l'université du Missouri à Columbia en 1934. Elle est ensuite diplômée de la faculté de droit de l'université du Michigan en 1940. Elle épouse Hicks George Griffiths (1910-1996), avocat, juge et président de la section démocrate du Michigan de 1949 à 1950.

### Carrière professionnelle
Elle travaille comme avocate à son compte, puis au service juridique de l'American Automobile Insurance Co. à Détroit de 1941 à 1942, puis en tant que négociatrice des contrats de l'Ordnance District de 1942 à 1946. Entre 1953 et 1954, elle est archiviste et juge de la Recorder's Court de Détroit, devenant la première femme à occuper cette seconde fonction.

### Carrière politique

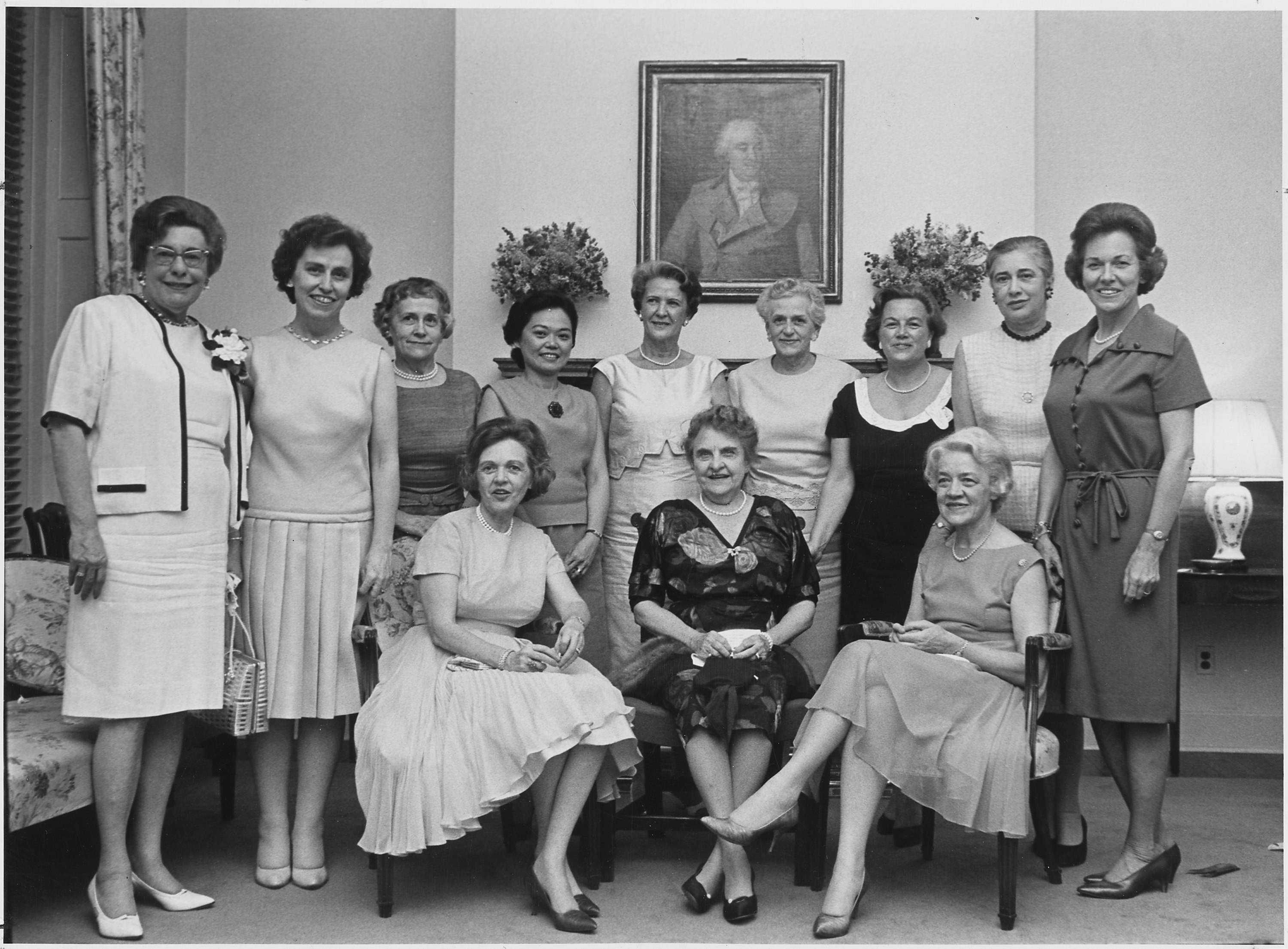
Photo des femmes parlementaires des États-Unis en 1965. Martha Griffiths est la deuxième debout à partir de la gauche.

Martha Griffiths est élue à la Chambre des représentants du Michigan de 1949 à 1953, pour le 1er district du comté de Wayne.
En 1954, pour le Parti démocrate, elle est élue dans le 17e district du Michigan pour siéger à la Chambre des représentants des États-Unis. Elle est réélue pour les neuf législatures suivantes, siégeant de 1955 à 1974. Elle est déléguée à la Convention nationale démocrate en 1956 et à celle de 1968. Elle n'est pas candidate à sa réélection à l'issue de son dernier mandat.

#### Equal Rights Amendment
Alors qu'elle est membre du Congrès des États-Unis, elle soutient l'Equal Rights Amendment, qui visait à garantir que l'égalité des droits entre les sexes ne pouvait être remise en cause par aucune législation fédérale, étatique ou locale. Le texte de loi est adopté par le Congrès puis envoyé aux États pour ratification. Le seuil demandé n'est cependant pas atteint et l'amendement n'est donc adopté.
The Guardian la décrit comme « la mère de l'Equal Rights Amendment », ajoutant :

« Les armes qu'elle a déployées au cours de sa carrière parlementaire durant dix mandats comprenaient une détermination implacable, la maîtrise juridique des subtilités procédurales et une langue semblable à une râpe de forgeron. »

#### Lieutenant-gouverneur du Michigan et fin de vie
Après avoir été représentante des États-Unis, Martha Griffiths revient à la pratique du droit. Elle devient ensuite lieutenant-gouverneur du Michigan (en) de 1983 à 1991, élue aux côtés du gouverneur James Blanchard. Elle est intronisée au Michigan Women's Hall of Fame en 1983 et au National Women's Hall of Fame en 1993. Elle prend sa retraite et se retire dans sa maison d'Armada (Michigan), où elle vit jusqu'à sa mort en 2003, âgée de 91 ans.
Martha Griffiths était membre de l'American Association of University Women (AAUW). La section de l'AAUW du Michigan a nommé son prix « Martha Griffiths Equity Award » en son honneur.

## Citation
« Je ne sais pas vraiment si j'ai autant de persévérance qu'un sentiment d'indignité devant le fait que les femmes ne soient pas traitées avec justice. J'ai le même genre de sentiment pour les Noirs, les Latinos et les Asiatiques. Si nous sommes l'Amérique, alors nous devons être ce que nous disons être. Nous devons être le pays des libres et des braves. Ce que les gens cherchent dans ce pays, c'est la justice.
Cela me vient en partie de mon père. J'adorais mon père. Mon père pensait que les filles étaient plus intelligentes que les garçons, ce qui était inhabituel à mon époque. »